# Niyya
Niyya (niya, niyyah)  är ett begrepp inom islam som kan översättas som “medveten intention”. 
Med niyya avses då den medvetna intentionen att med själ och hjärta utföra en handling för att prisa Gud. Niyya behöver bara uttalas tyst för sig själv, då det är en angelägenhet enbart mellan den som uttalar den och Gud, men kan också uttalas högt. 
Varje rituell praktik inleds med att den troende deklarerar sin niyya. Niyya blir alltså ett slags medvetandegörande om handlingens betydelse för vidmakthållandet av tron och förverkligandet av guds vilja. Niyya fungerar här som en slags distinktion mellan kultur och religion, man visar att man inte bara gör det man gör på grund av kulturell slentrian utan att det finns en medveten tanke bakom.
Innan man utför en rituell handling såsom till exempel salat måste niyya ha uttalats, annars blir handlingen ogiltig. Varje salat har sin niyya som kan sägas på modersmålet eller på arabiska. När man uttalar niyya bör man samla sina tankar och gå in i bönen med respekt.
Niyya för alla böner lyder som följer på arabiska: Nawaytu an usalliya lillâhi ta'âla salât al-waqti adâan mustaqbil al-qiblati Allâhu akbar.